# Phoebe (hold)
A Phoebe (görögül Φοίβη) a Szaturnusz egyik külső holdja. Nevét a görög mitológia alakjáról, Phoibé titánról kapta. A holdat William Pickering fedezte fel egy fotólemezre készített képen, melyet 1898. augusztus 16-án a perui Arequipában készített.

## Jellemzői
A hold retrográd (a többi holddal ellentétes irányú) pályán kering a Szaturnusz körül. Pályasíkja közelebb áll az ekliptikához, mint a bolygó egyenlítőjének síkjához.
A Cassini űrszonda 2004-ben haladt el a hold mellett, és az addigiaknál pontosabb méréseket végzett az égitest jellemzőiről. Az adatok alapján javították a tömegére és a sűrűségére vonatkozó becsléseket, összetételét pedig spektrométerrel vizsgálták. Ezek alapján kiderült, hogy a Phoebe inkább a Kuiper-öv objektumaira, így például a Plútóra hasonlít, mint más Szaturnusz-holdakra, így elképzelhető, hogy a hold ebből az övből származik. Egyes kutatók szerint az sem kizárt, hogy a hold egy befogott kentaur típusú objektum.

## Külső hivatkozások
- A hirek.csillagaszat.hu cikke
- Views of the Solar system